# ニュースいしかわ645
『ニュースいしかわ645』（ニュースいしかわろくよんご）は、NHK金沢放送局が石川県向けに放送されている『NHKニュース』のローカルニュース番組。放送上の番組名は『NHKニュースいしかわ』。
2024年度より番組のタイトルを平日正午の県域ニュース、ニュースいしかわ845とともに『newsかがのと』に変更。

## 放送時間
- 土曜・日曜・祝日 18:45 - 18:59（年末年始は18:50 - 19:00） （JST）
  - また、平日でもお盆や年末年始（12月28日までと1月4日以降）などで『かがのとイブニング』が休止となる場合、同番組の代替として放送される。
  - 2024年1月1日に発生した令和6年能登半島地震以降、1月6日から1月28日までの間本番組を休止し、震災関連の情報（ライフライン、避難所、仮設住宅、救援物資の受付、その他各地からの被災状況報告）を中心としたニュース（18:05 - 19:00）を放送した[注釈 1]。

## タイムテーブル
- 18:45 - 18:53（年末年始は18:50 - 18:55） オープニング、石川県内のニュース、明日の動き（大相撲期間中には郷土力士の成績も伝える）
- 18:53 - 18:55（年末年始は18:55 - 18:57） 気象情報（東京発）[注釈 2]

※地上デジタル放送のEPGではここから別番組扱い。
- 18:55 - 18:59（年末年始は18:57 - 19:00） 石川県の気象情報、JR情報、エンディング（ごくまれに1項目程度県内ニュースを伝える場合がある）

※番組最後は担当アナウンサーが「金沢からニュースをお伝えしました」と言って締め、終了後は1分間の番組宣伝等を挟んで『NHKニュース7』に接続する。

## キャスター
- 原則として金沢局シニアスタッフの二見和男（元アナウンサー）が担当するが、二見不在時は金沢局アナウンサーの宮崎浩輔（3度目の金沢勤務以降）、鈴木貴彦らが担当（正午の石川県内のニュースも兼任）。近年は、金沢局の契約キャスターが担当する場合がある。
  - 2024年2月3日放送再開後も能登半島地震ニュースを中心に伝えているため、金沢局アナウンサーが交替で担当している。